# Мокеев, Анварбек Мокеевич
Анварбек Мокеевич Мокеев (кирг. Анварбек Мокеев; род. 3 апреля 1948, Джениш, Иссык-Кульская область) — советский и кыргызский историк, доктор исторических наук, профессор Кыргызско-Турецкого университета «Манас», посол Кыргызстана в Узбекистане (2011—2012).

## Биография
Родился 3 апреля 1948 года в селе Чычкан, Джети-Огузский район, Иссык-Кульская область, Киргизская ССР. По национальности кыргыз. Обучался в школе-интернате в селе Покровка (сейчас Кызыл-Суу) Джети-Огузского района.
В 1966—1971 годах обучался на историческом факультете Киргизского государственного университета (КГУ, сейчас Кыргызский национальный университет, КНУ). В 1971—1974 годах работал в КГУ младшим научным сотрудником на кафедре истории ССР.
В 1974—1977 годах проходил аспирантуру по исследованию письменных источников на персидском и тюркском языках в Институте востоковедения Ленинградского отделения АН СССР (сейчас Институт восточных рукописей РАН) под руководством В. А. Ромодина. В аспирантуре изучал персидский и чагатайский языки и стал специалистом по истории тюркских народов Средней Азии. В 1978 году защитил диссертацию «Политическая и этническая история Средней Азии в ХVII — пер. пол. ХVШ вв.» и получил учёную степень кандидата исторических наук.
В 1978—1983 годах занимал должность старшего научного сотрудника в Институте истории АН Киргизской ССР. В 1983—1992 годах вновь работал в КГУ, занимал должности доцента, заведующего кафедрой истории древнего мира и средних веков. В 1992—1993 годах являлся деканом основанного им факультета востоковедения Государственного института языков и гуманитарных наук (сейчас Бишкекский государственный университет).
В 1993—1994 годах выступал приглашённым преподавателем в Центре тюркских исследований Университета Мармара в Стамбуле. В 1994—1996 годах занимал должность советника в посольстве Кыргызстана в Турции. В 1996—1998 годах занимал должность советника-посланника в посольстве Кыргызстана в Иране.
В 1998—2001 годах работал проректором КГУ по международным связям. В 2001—2005 году работал проректором по учебной и научной работе в Кыргызско-Турецком университете «Манас» (КТУ «Манас»). В 2005—2006 годах выступал приглашённым преподавателем в Центре центральноазиатских исследований Висконсинском университете в качестве стипендиата программы Фулбрайта. С 2006 года вновь работает в КТУ «Манас», занимал должности доцента (2006—2007), профессора (2007—2012) и проректора (2012—н. в.).
В 2007 году получил учёное звание профессора. В 2010 году защитил диссертацию «Этапы этнической истории кыргызского народа во второй половине IХ — первой половине XVIII вв.» в Институте истории, археологии и этнологии НАН КР и получил учёную степень доктора исторических наук. В 2011—2012 годах являлся послом Кыргызстана в Узбекистане. 11 января 2012 года указом президента КР был освобождён от должности посла КР в Узбекистане в связи с переходом на другую работу.
Владеет английским, персидским, русским, турецким и французским языками.

## Деятельность
Является автором около 70 научных, научно-методических и научно-популярных работ.